# 袙海岸
袙海岸（あこめかいがん）は、徳島県阿南市大潟町にある紀伊水道に面した海岸である。「あこめ海岸」と表記されることもある。夏季には袙海水浴場が開かれる。

## 地理
阿南市大潟町の東端にある白砂青松の海岸で、面前には橘湾が広がる。海岸の東側には大潟干潟が広がり、橘湾には鵜渡島と長島が浮かぶ。
夏季には袙海水浴場が開かれ、同市の北の脇海水浴場や淡島海水浴場と共に観光客で賑わう。
地名の由来は、かつてこの地に天女が舞い降りて羽衣を松の木にかけ水浴びをした伝説があることから名付けられた。

## 交通
- JR牟岐線見能林駅より徒歩約30分。